# Матріополь
«Матріополь» — сатирично-фентезійний роман українського письменника Валентина Тарнавського, вперше надрукований 2003 року київським видавництвом Український письменник у м'якій обкладинці.

## Сюжет
Матріополь – держава-острів, де немає місця чоловікам. Винятково жіноче суспільство, яким правлять Музи на чолі з божественною Ейдос. У романі міцно поєднані давньогрецька міфологія та елементи комунізму. Зокрема, посеред полісу стоїть комбінат. Існують квартирні черги та черги за холодильниками. Присутні й комуналки у світі циклопів та нереїд.